# ماريسا مل
ماريسا مل (بالألمانية: Marisa Mell)‏ هي ممثلة نمساوية، ولدت في 24 فبراير 1939 في النمسا، وتوفيت في 16 مايو 1992 بفيينا في النمسا بسبب سرطان المريء.

## وصلات خارجية
- ماريسا مل على موقع IMDb (الإنجليزية)
- ماريسا مل على موقع روتن توميتوز (الإنجليزية)
- ماريسا مل على موقع ألو سيني (الفرنسية)
- ماريسا مل على موقع أول موفي (الإنجليزية)
- ماريسا مل على موقع قاعدة بيانات الأفلام السويدية (السويدية)
- ماريسا مل على موقع ديسكوغز (الإنجليزية)
- ماريسا مل على موقع قاعدة بيانات الفيلم (الإنجليزية)
- ماريسا مل على موقع كينوبويسك (الروسية)